# Trattato Giappone-Corea del 1885
Il trattato Giappone-Corea del 1885, noto anche come trattato di Hanseong (in giapponese: 漢城条約; in coreano: 한성조약), fu negoziato tra il Giappone e la Corea a seguito di un fallito colpo di stato avvenuto nella capitale coreana nel dicembre 1884.

## Contesto
Il 4 dicembre 1884 a Seul ci fu un tentativo di colpo di stato, ricordato come colpo di stato di Gapsin. Il tentativo, organizzato con l'appoggio giapponese, colse come occasione il ritiro della metà delle truppe cinesi di guarnigione a Seul, richiamate in patria a seguito dello scoppio della guerra franco-cinese. Dopo soli tre giorni, la rivolta fu repressa dalle forze militari cinesi. Durante il conflitto l'edificio della legazione giapponese fu bruciato e quaranta giapponesi furono uccisi.
I negoziati diplomatici, guidati per i giapponesi da Inoue Kaoru, si conclusero nel gennaio 1885.

## Disposizioni del trattato
Il governo giapponese chiese e ottenne scuse e risarcimenti.

## Conseguenze
Nel tentativo di allentare le tensioni sulla Corea, con la convenzione di Tientsin dell'aprile 1885 il Giappone e la Cina accettarono di ritirare le proprie truppe dalla Corea.